# Nielseniella
Nielseniella is een muggengeslacht uit de familie van de motmuggen (Psychodidae).

## Soorten
- N. brinki (Nielsen, 1964)
- N. maderensis (Satchell, 1955)